# Placówka Straży Granicznej w Lubaczowie
Placówka Straży Granicznej w Lubaczowie – graniczna jednostka organizacyjna Straży Granicznej realizująca zadania w ochronie granicy państwowej na granicy polsko-ukraińskiej (zewnętrznej granicy Unii Europejskiej).

## Formowanie i zmiany organizacyjne
Placówka Straży Granicznej w Lubaczowie (PSG w Lubaczowie), powołano 24 sierpnia 2005 ustawą z 22 kwietnia 2005 o zmianie ustawy o Straży Granicznej..., w strukturach Bieszczadzkiego Oddziału Straży Granicznej z przemianowania dotychczas funkcjonującej Strażnicy Straży Granicznej w Lubaczowie (Strażnica SG w Lubaczowie). Znacznie rozszerzono także uprawnienia komendantów, m.in. w zakresie działań podejmowanych wobec cudzoziemców przebywających na terytorium RP.
25 listopada 2005 nastąpiło zakończenie służby w Straży Granicznej funkcjonariuszy służby kandydackiej i przejście Straży Granicznej na system służby zawodowej.
W 2023, Placówka Straży Granicznej w Lubaczowie miała status placówki SG kategorii II.

## Ochrona granicy
W ramach Systemu Wież Obserwacyjnych Straży Granicznej (SWO SG), do ochrony powierzonego odcinka granicy państwowej placówka wykorzystuje wieżę obserwacyjną w miejscowości Budomierz z lokalnym ośrodkiem nadzoru w placówce SG w Lubaczowie.

## Terytorialny zasięg działania
Stan z 1 sierpnia 2011
Placówka Straży Granicznej w Lubaczowie ochrania odcinek granicy państwowej z Ukrainą o długości 16,12 km:
- Od znaku granicznego nr 599 do znaku granicznego nr 569.
- W strefie nadgranicznej linia rozgraniczenia z placówką SG w:

1. Horyńcu-Zdroju: włącznie znak graniczny nr 599, dalej granicą gmin Horyniec-Zdrój i Narol oraz Lubaczów i Cieszanów.
2. Korczowej: wyłącznie znak graniczny nr 569, Tarnawskie, wyłącznie Czerniawka, styk gmin Oleszyce, Laszki, Wielkie Oczy, dalej granicą gmin Oleszyce oraz Laszki.

- Poza strefą nadgraniczną obejmuje z powiatu lubaczowskiego gmina Stary Dzików, z powiatu leżajskiego gmina Kuryłówka, z powiatu przeworskiego gminy: Adamówka, Sieniawa, z powiatu jarosławskiego gmina Wiązownica.

### Podległe przejście graniczne
- Budomierz-Hruszów – drogowe (od 2.12.2013)[2].

## Sąsiednie placówki
- Placówka SG w Horyńcu-Zdroju ⇔ Placówka SG w Korczowej – 1.08.2011[c].

## Komendanci placówki
- mjr SG/ppłk SG Zbigniew Mikus (był 5.04.2022[8]–był w 2023[9][6]).